# Bloh
Bloh ist ein Ortsteil der Gemeinde Bad Zwischenahn im niedersächsischen Landkreis Ammerland. Er grenzt im Süden an Petersfehn I, im Westen an Wehnen, im Norden an Ofen sowie im Osten an die Stadtteile Wechloy und Bloherfelde von Oldenburg.

## Geschichte
Urkundlich wird Bloh erstmals 1425 als Bylo (beim Holze) erwähnt. 1428 besteht der Ort aus nur zwei Hofstellen. Auch 1860 gibt es nur drei Häuser mit insgesamt 33 Bewohnern.
Ursprünglich gehörte Bloh zur Landgemeinde Oldenburg, bis diese 1897 in die selbstständigen Gemeinden Eversten und Ohmstede aufgeteilt wurde. Bloh wurde damals mit dem ebenfalls zur damaligen Bauerschaft Bloh gehörenden Bloherfelde der Gemeinde Eversten zugeschlagen. Als Eversten 1924 erneut aufgeteilt wurde, kam Bloh zur neu gegründeten Gemeinde Ofen und nach deren Auflösung im Jahre 1933 dann schließlich zur Gemeinde Bad Zwischenahn.
Bloh ist, anders als die übrigen Bauerschaften der Gemeinde Bad Zwischenahn, keine eigene Verwaltungseinheit. Verwaltungstechnisch gehört der Teil nördlich der Haaren zu Wehnen, der Teil südlich von ihr zu Petersfehn I.

## Verkehr
Bloh wird von der Stadtbuslinie Friedrichsfehn–Petersfehn–Bloherfelde–Oldenburg der Verkehr und Wasser Oldenburg an den ÖPNV angebunden. Bloh liegt an der Bahnstrecke Oldenburg–Leer. Die Großherzoglich Oldenburgische Eisenbahn legte beim Bau der Strecke den Bahnhof Bloh an. Der Bahnhof existiert nicht mehr, alle Züge passieren den Ortsteil ohne Halt. Der nächstgelegene Haltepunkt ist Oldenburg-Wechloy. Eine Anbindung an das Fernstraßennetz besteht nicht.